# Pepi I.
Pepi I. (griechisch Phiops I.) war der dritte König (Pharao) der altägyptischen 6. Dynastie im Alten Reich. Er regierte etwa innerhalb des Zeitraums von 2295 bis 2250 v. Chr.

## Herkunft
Pepi I. war der Sohn des Teti II. und der Iput I.

## Herrschaft

### Regierungsdauer
Über die genaue Dauer der Herrschaft Pepis I. besteht große Unsicherheit. Im Königspapyrus Turin aus dem Neuen Reich werden nur 20 Jahre angegeben. Der im 3. Jahrhundert v. Chr. lebende ägyptische Priester Manetho nennt hingegen 53 Jahre. Zeitgenössische Datumsangaben sind nur in sehr geringem Umfang erhalten. Die höchste Datumsangabe nennt entweder ein „Jahr des 25. Mals der Zählung“ oder ein „Jahr nach dem 25. Mal der Zählung“. Hiermit ist die ursprünglich als Horusgeleit eingeführte landesweite Zählung des Viehs zum Zwecke der Steuererhebung gemeint. Diese Zählung fand ursprünglich alle zwei Jahre statt (das heißt auf ein „x-tes Jahr der Zählung“ folgte ein „Jahr nach dem x-ten Mal der Zählung“), später aber zum Teil auch jährlich (auf ein „x-tes Jahr der Zählung“ folgte das „y-te Jahr der Zählung“). Da insgesamt aus Pepis Regierung nur Angaben für zwei oder drei Jahre nach der Zählung vorliegen, ergibt sich daher eine minimale belegte Regierungsdauer von 27 Jahren und eine maximale von 50 oder 51 Jahren.
Entsprechend groß sind auch die Schwankungen der Jahresangaben bei verschiedenen Forschern. Während ein großer Teil von einer langen Regierungszeit ausgeht (etwa Thomas Schneider von 55 Jahren, Jürgen von Beckerath von mindestens 40 Jahren oder Jean Vercoutter von 44 Jahren) gibt es auch Befürworter einer deutlich kürzeren Regierungszeit. So nimmt etwa Erik Hornung 32 Jahre an und Wolfgang Helck und Hans Goedicke gehen von nur 20 eigenen Regierungsjahren und einer nachträglichen Usurpation der Regierungsjahre des Userkare aus.
Problematisch ist auch die Aussagekraft von Dokumenten, die sich auf Pepis erstes Sedfest beziehen. Dieses Jubiläumsfest wurde idealerweise erstmals nach 30 Regierungsjahren gefeiert. Da es sowohl mit Pepis „18+x. Jahr der Zählung“ und dem „25. Jahr der Zählung“ in Verbindung gebracht wird, geht Anthony Spalinger davon aus, dass während Pepis Regierungszeit zwei parallele Datierungsmethoden verwendet wurden: Eine jährliche und eine zweijährliche Zählung. Das Sedfest hätte folglich nach fünf (von Spalinger veranschlagten) usurpierten Regierungsjahren Userkares und 25 eigenen Regierungsjahren Pepis I. stattgefunden. Zu einer ganz anderen Interpretation kommt hingegen Michel Baud: Nach ihm nehmen die entsprechenden Dokumente (beides Expeditionsinschriften) zwar Bezug auf das Sedfest, die eigentlichen Datumsangaben bezeichnen aber nur die Zeitpunkte der Expeditionen und nicht des Festes. Den eigentlichen Termin des Sedfestes meint er, dem Annalenstein von Süd-Sakkara entnehmen zu können. Dieser ist so stark abgerieben, dass aus Pepis Regierungszeit kaum Einträge erkennenbar sind, allerdings gibt es einen überdurchschnittlich langen Absatz, der unter der Prämisse einer strikten zweijährlichen Zählung mit Pepis 30. oder 31. Regierungsjahr zusammenfallen würde. Gleichzeitig wäre dies ein Indiz für eine lange Regierungszeit Pepis von 50 oder mehr Jahren.

### Umstände der Machtübernahme
Er kam nach der Ermordung seines Vaters und den anschließenden Thronwirren auf den Pharaonenthron.

### Familienpolitik
Nach Beseitigung der älteren Königin (Haremsverschwörung) im Jahr der 21. Zählung heiratete er nacheinander zwei Töchter des Chui (Hwj) aus Abydos, die beide den Hofnamen Anchenespepi bzw. Anchenesmerire annahmen. Die ältere, Anchenespepi I., Mutter des Merenre, starb wohl bald nach der Geburt ihres Sohnes; die jüngere, Anchenespepi II., lebte noch in der Regierungszeit ihres Sohnes Pepi II. Weitere Ehefrauen waren Nubwenet, Inenek-Inti, Meritites II., Nedjeftet, Behenu und Haaheru. Mit Letzterer hatte er einen Sohn namens Hornetjerichet. Weitere Kinder, deren Mütter unbekannt sind, waren ein Sohn namens Tetianch sowie zwei Töchter namens Neith und Iput II., die später beide mit ihrem (Halb-)Bruder Pepi II. verheiratet waren.

### Innenpolitik
Innenpolitisch setzte sich die Entwicklung der Provinzen für größere Selbstständigkeit gegenüber der Residenz fort.
Wesire des Pepi I. sind einige bekannt: aus der frühen Regierungszeit Anch-mahor/Sesi, Mereruka/Meri, Chentikai/Ichechi, Mehu, Ptah-hotep. Später dann Tep-em-anch, Tjenti, Meriteti, Rawer, Mereri, Nefer-sechem-sechat/Chenu, Sesi und Idu/Nefer Anch-merirê.
Wesir in Oberägypten war Djau, der Bruder der Königinnen Anchenespepi I. und Anchenespepi II., in Abydos Iuu.

### Außenpolitik
Feldzüge auf der Sinai-Halbinsel und nach Palästina in seiner Zeit sind nachgewiesen. Durch jüngst gefundene Siegelabdrücke ist belegt, dass der Ausgangspunkt für Pepis Unternehmungen auf der Sinai-Halbinsel die Hafenanlage von Ain Suchna am Golf von Suez war.

## Bautätigkeit

### Die Pyramide Pepis I. in Sakkara-Süd

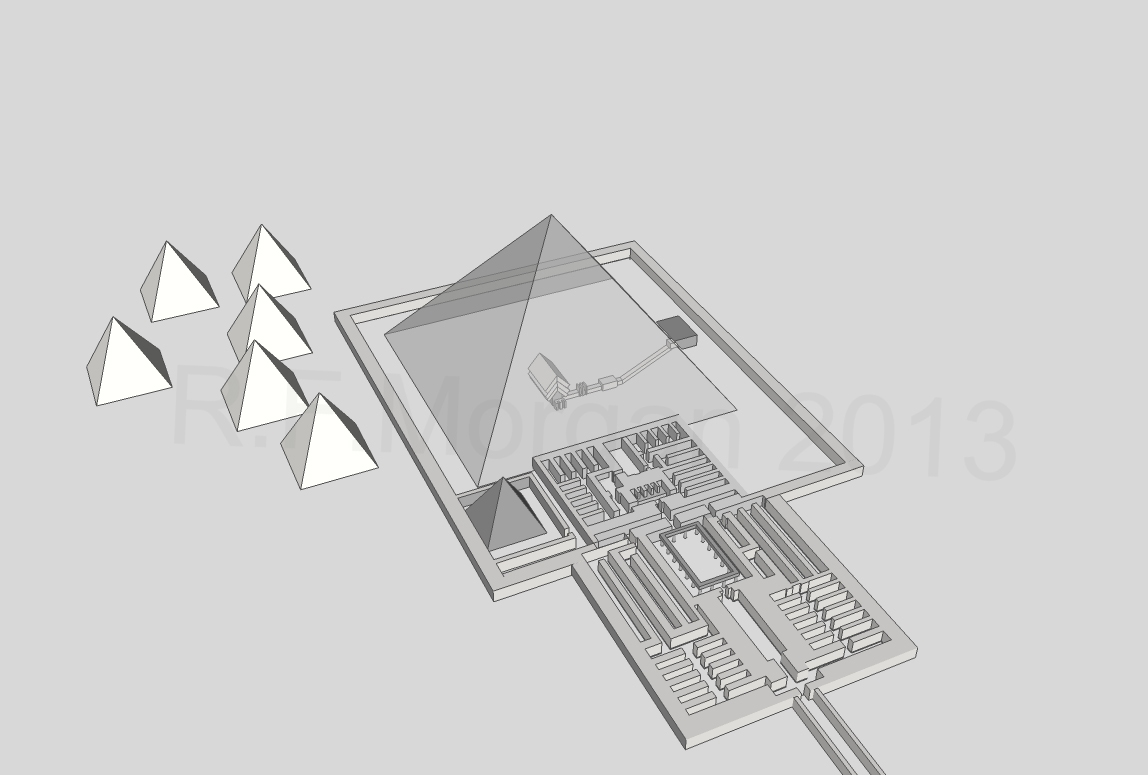
Rekonstruktion der Pepi-I.-Pyramide

Die Pyramide des Pepi I. in Sakkara-Süd wurde Men-nefer-Pepi („Dauernd und vollkommen ist (die Pyramide des) Pepi“) genannt. Hieraus entstand später der Name Memphis (Men-nefer) für die Hauptstadt. Heute ist die Pyramide stark verfallen, so dass von außen die Abdeckung der Sargkammer erkennbar ist. Diese war in ihren Ausmaßen recht klein (Seitenlänge 76 m) und enthält Pyramidentexte.
Auf der Suche nach den beiden Pyramiden der Königinnen Anches-Merire wurde Anfang 1995 von Jean Leclant bei Sakkara eine bisher unbekannte Pyramide entdeckt, mit Totentempel und Resten eines Obelisken, die auf Grund von Inschriften Pepi und einer Königin Merit-Ites zugeordnet werden. Merit-Ites soll eine weitere Frau, Tochter oder Enkelin des Pepi sein. Die ägyptische Altertümerverwaltung datiert diese Pyramide jedoch in die 8. Dynastie.
Nach Schneider sind die Pyramiden der Inenek-Inti und der „westlichen Königin“ die Gräber der beiden Anches-merire.

### Weitere Bautätigkeit
Sakrale Bautätigkeit in Bubastis, Tanis, Dendera, Elephantine, Heliopolis, Koptos, Armant, Edfu und Hierakonpolis ist nachgewiesen. In Abydos ließ er eine Felsenkapelle für Chontamenti in den Fels schlagen.

## Weitere Belege

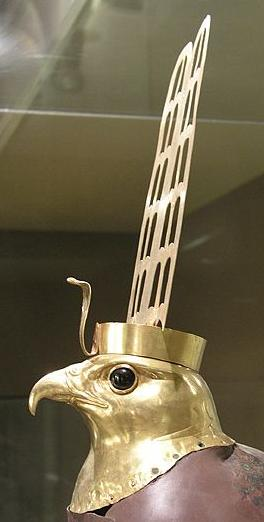
Goldener Falkenkopf mit Obsidian-Augen aus Hierakonpolis (Ägyptisches Museum Kairo, JE 32158, CG 14717)

James Edward Quibell fand 1898 in Hierakonpolis den schön gearbeiteten Kopf eines Horusfalken aus Gold und Obsidian.
Man hat auch die Biografie eines Weni gefunden, der bereits unter Teti Unteraufseher der königlichen Domänen war. Pepi I. ernannte Weni zum Richter und Priester seines Pyramidentempels.
Später erscheint Weni als Oberbefehlshaber des Heeres, der nubische Truppen anwarb und fünf Strafzüge gegen aufständische Beduinen leitete. Eine sechste Expedition führte ihn nach Palästina.

## Statuen
Zwei Statuen Pepis I. wurden am Ende des 19. Jahrhunderts von James Edward Quibell in einem Depot des Horus-Tempels in Hierakonpolis gefunden. Sie befinden sich heute im Ägyptischen Museum in Kairo (Inv.-Nr. JE 33034 und JE 33035). Es handelt sich um zwei hohle Statuen aus getriebenem Kupfer mit einem Holzkern. Die größere ist 177 cm groß; die kleinere misst hingegen nur 65 cm und wurde im Inneren der großen Statue aufgefunden. Die große Statue ist schreitend dargestellt. Der rechte Arm ist an den Körper angelegt, der linke hingegen angewinkelt und der König hält einen Stab in der Hand. Schurz und Krone waren gesondert gearbeitet und sind nicht erhalten. In den Augen befinden sich Einlagen aus Kalkstein und Obsidian. Die kleine Figur ist ebenfalls schreitend dargestellt, aber mit beiden Armen an den Körper angelegt. Statt einer Krone trägt sie eine Perücke. Auf der Stirn befindet sich eine Bohrung für eine gesondert gefertigte Uräusschlange, die sich aber ebenso wenig erhalten hat wie der Schurz. Auch die kleine Statue besitzt in den Augen Einlagen aus Kalkstein und Obsidian, zudem haben sich auf den Zehennägeln Reste einer Vergoldung erhalten. Da nur die große Statue eine Inschrift aufweist, gibt es unterschiedliche Ansichten, wen die Kleine repräsentiert. Eine Hypothese geht davon aus, dass sie Pepis Sohn Merenre I. darstellt, der beim Sedfest seines Vaters zum Thronfolger ernannt wurde. Nach einer anderen Hypothese handelt es sich hingegen um eine verjüngte Darstellung von Pepi I. Christian Eckmann, ein vom Römisch-Germanischen Zentralmuseum in Mainz entsandter Restaurator konnte die in Zusammenarbeit mit dem Deutschen Archäologischen Institut durchgeführte Restaurierung der beiden Statuen und die eines Falken mit Goldkrone 2002 abschließen.
Das Kairoer Museum beherbergt noch zwei weitere Statuen Pepis I. Bei einer (Inv.-Nr. CG 541) handelt es sich um eine Sphinx, von der nur noch die Vorderpranken und ein Teil der Bodenplatte erhalten sind. Das Stück besteht aus Schiefer und hat eine Länge von 215 cm. Es wurde in Haret el-Rum im südöstlichen Nildelta gefunden, stammt aber wohl ursprünglich aus Heliopolis, wie eine Inschrift zwischen den Vorderbeinen der Sphinx nahelegt.
Die letzte Kairoer Statue besteht aus Alabaster und zeigt den König kniend im Opfergestus vor einem Gefäß. Er trägt einen Schurz und ein Nemes-Kopftuch.
Ein weiteres, dem vorigen recht ähnliches Stück ist von unbekannter Herkunft und befindet sich heute im Brooklyn Museum (Inv.-Nr. 39.121). Es handelt sich um eine Statuette aus Schiefer mit einer Höhe von 15,2 cm, einer Breite von 4,6 cm und einer Tiefe von 9 cm. Das Stück zeigt den König kniend mit einem Schurz und dem Nemes-Kopftuch. Auf der Stirn befindet sich eine Bohrung, in der eine heute verlorene Uräusschlange eingesetzt war. Die Augen besitzen Einlagen aus Alabaster für die Augäpfel und Obsidian für die Pupillen. In den auf die Oberschenkel gelegten Händen hält der König zwei kugelige Töpfe. Auf dem vorderen Teil der Standplatte ist der Eigenname Pepis angebracht, an der rechten Seite der Statuette sein Thronname Meri-Re. Da die Inschrift auf der Standplatte auch die Göttin „Hathor, Herrin von Dendera“ nennt, ist es denkbar, dass Dendera der Herkunftsort des Stückes ist.
Ebenfalls im Brooklyn Museum befindet sich eine weitere Statuette von unbekannter Herkunft (Inv.-Nr. 39.120). Sie besteht aus Alabaster und misst 26,7 cm × 6,98 cm × 15,9 cm. Der König ist auf einem Thron sitzend dargestellt. Er trägt einen Sedfest-Mantel und hält Geißel und Krummstab gekreuzt vor der Brust. Auf dem Kopf trägt er die Weiße Krone Oberägyptens. Hinter seinem Kopf sitzt auf der Lehne des Throns ein nach rechts gewandter Horus-Falke. Eine Inschrift auf der Standplatte nennt den Namen Pepis.
Bei Grabungen die zwischen 2001 und 2003 im Nordwesten Sakkaras stattfanden, wurden zwei Terrakottafiguren, die beide eine Löwengöttin zeigen, zu deren Füßen je zwei als Kinder dargestellte Könige stehen. Bei der ersten Figur, die eine Gesamthöhe von 100 cm aufweist, ist der rechte König mit dem Horusnamen von Cheops, dem zweiten König der 4. Dynastie gekennzeichnet. Der linke König ist separat gearbeitet und trägt den Eigennamen von Pepi I. Vermutlich war dessen Standbild nachträglich angebracht worden und die Figur dürfte bereits unter Cheops entstanden sein. Die zweite Figur ist in Größe und Aussehen mit der ersten nahezu identisch. Der einzige Unterschied ist, dass die Göttin hier ein Zepter hält. Wiederum sind zu ihren Füßen zwei Könige dargestellt, von denen der Linke nachträglich angebracht wurde und den Namen von Pepi I. trägt. Beim Rechten hat sich keine Inschrift erhalten. Aufgrund ihrer Ähnlichkeit gehen die Ausgräber aber davon aus, dass beide Statuen zusammen gehören und zeitgleich unter Cheops oder dessen Nachfolger angefertigt wurden. Später fügte dann Pepi I. sein Abbild hinzu. Im Mittleren Reich schließlich wurden die zwischenzeitlich zerbrochenen Statuen repariert und wiederverwendet, wobei die dargestellten Könige gegenüber der Löwengöttin wohl an Bedeutung verloren hatten, da ihre Namen mit Gips überstrichen wurden.
Zwei weitere Statuetten befinden sich in Privatbesitz. Die erste wurde 1880 von Alfred Wiedemann in Koptos erworben. Sie ist aus grüner Fayence und besteht nur noch aus einer Bodenplatte, einem Fuß und einem Teil des Rückenpfeilers, auf dem der König durch eine Namensinschrift identifiziert wird. Das andere Stück wurde 1881 in Qift gefunden und befindet sich heute in England. Es handelte sich um eine Standstatue aus Hartgestein, die ohne Kopf gefunden wurde. Sie trägt auf dem Rückenpfeiler eine vertikale Namensinschrift und links daneben die Darstellung eines Königs in anbetender Haltung.

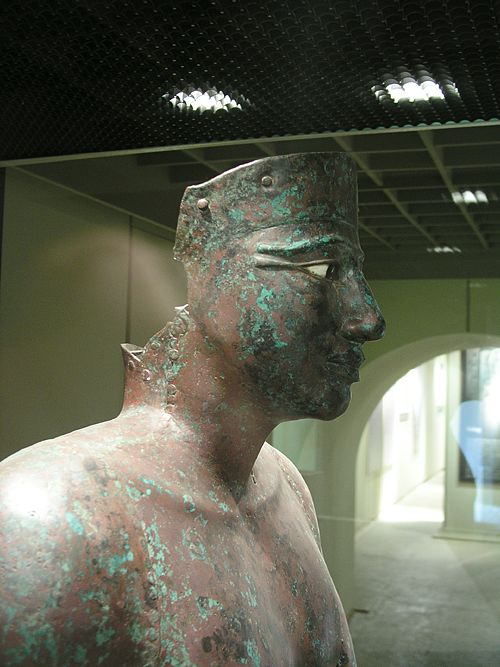
Kairo JE 33034
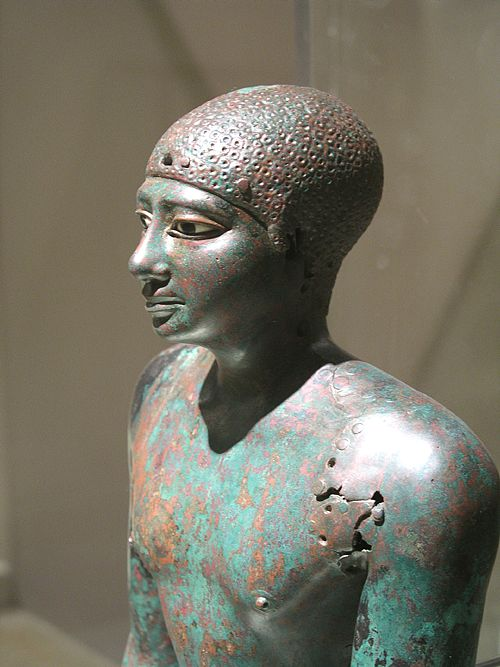
Kairo JE 33035
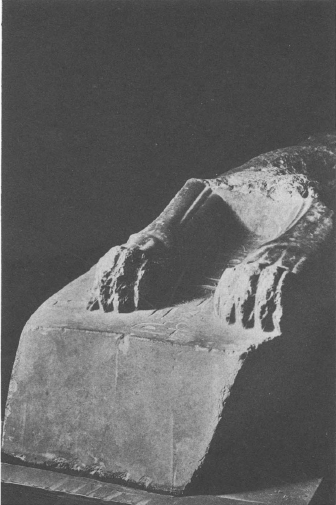
Kairo CG 541
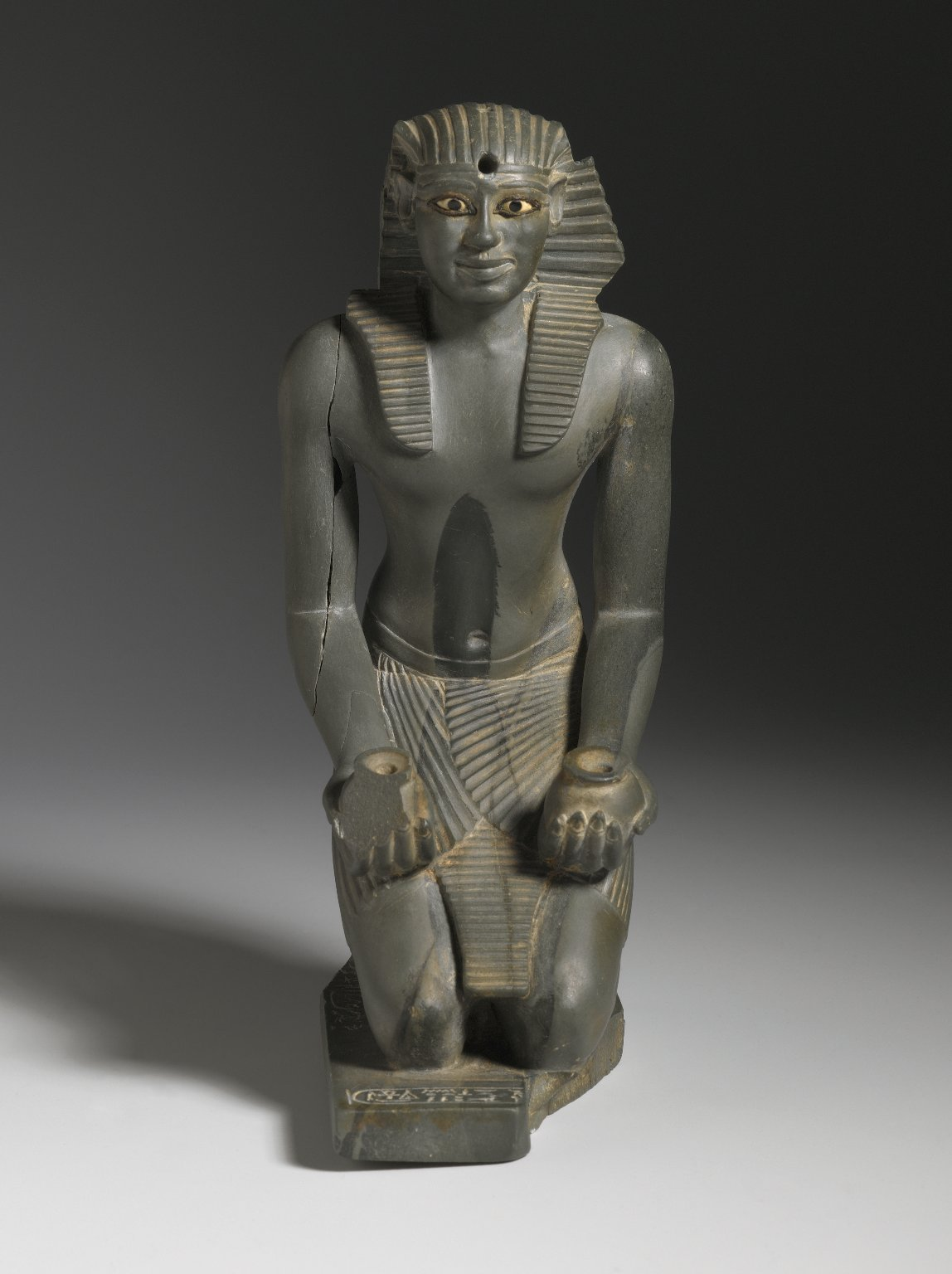
Brooklyn 39.121
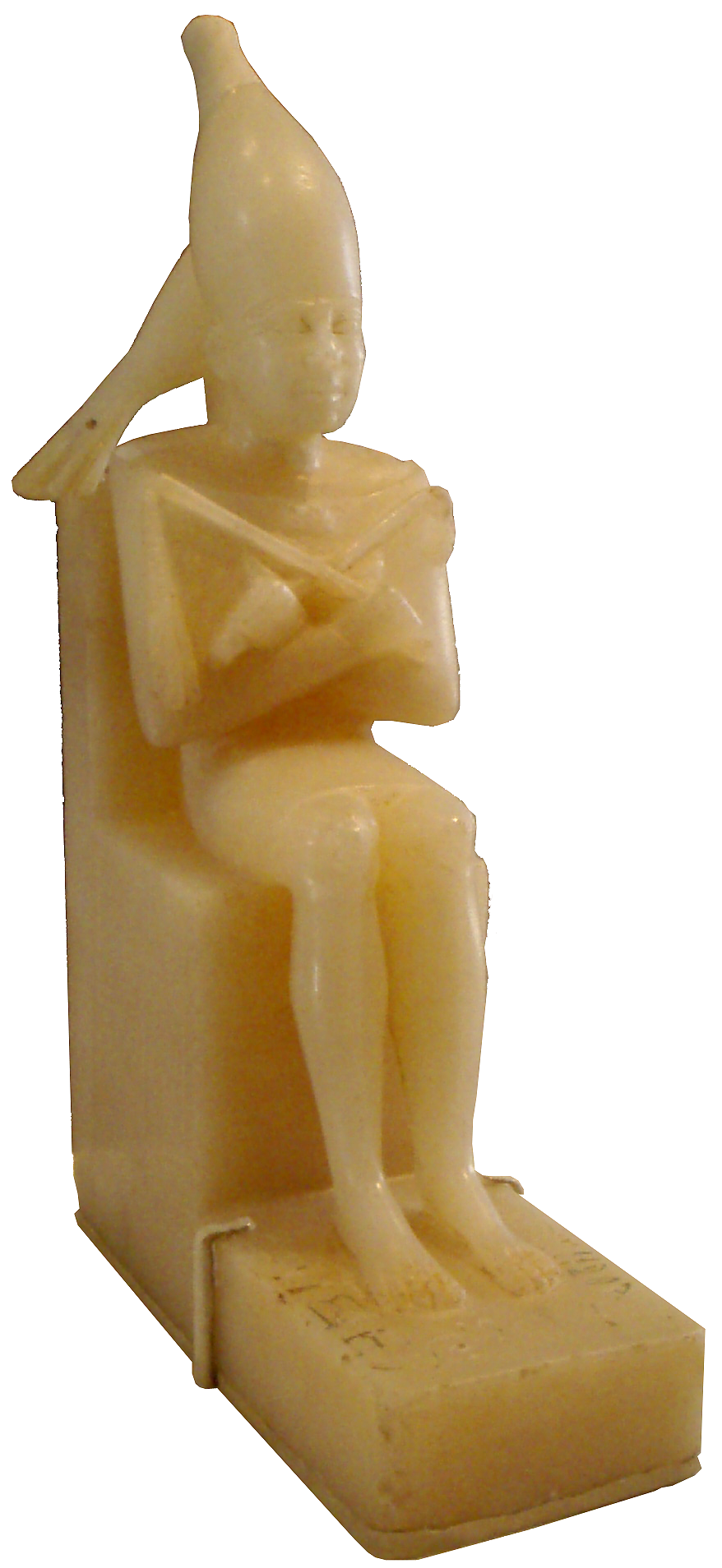
Brooklyn 39.120

## Pepi I. im Gedächtnis des Alten Ägypten

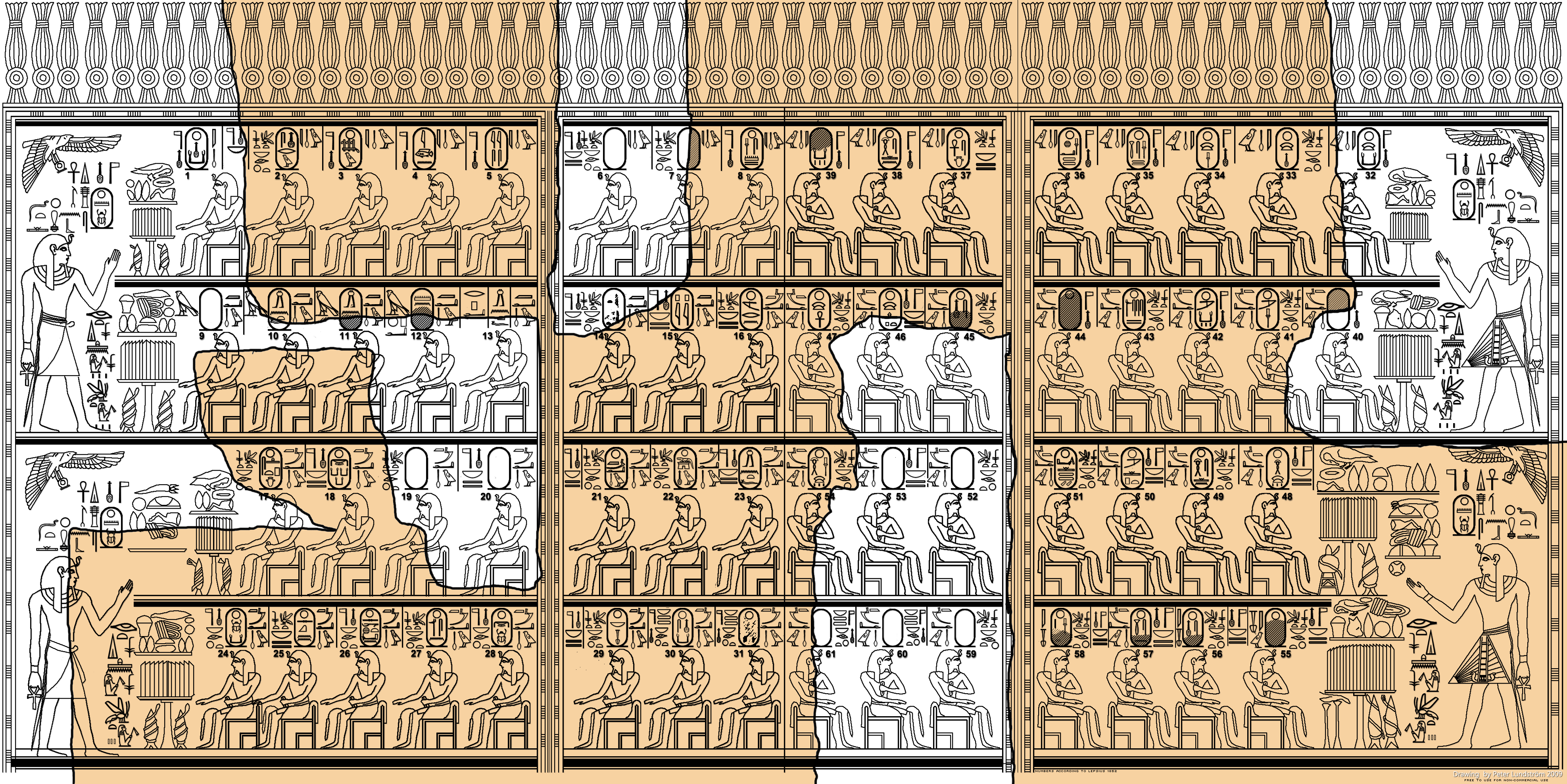
Umzeichnung der Königsliste von Karnak

Während des Neuen Reiches wurde in der 18. Dynastie unter Thutmosis III. im Karnak-Tempel die sogenannte Königsliste von Karnak angebracht, in welcher der Name von Pepi I. genannt wird. Im Gegensatz zu anderen altägyptischen Königslisten handelt es sich hierbei nicht um eine vollständige Auflistung aller Herrscher, sondern um eine Auswahlliste, die nur diejenigen Könige nennt, für die während der Regierungszeit von Thutmosis III. Opfer dargebracht wurden.